# Дисибоденбергские анналы
Дисибоденбергские анналы (Анналы святого Дисибода) лат. Annales Disibodenbergenses, Annales sancti Disibodi — составленные на латинском языке исторические записки монастыря св. Дисибода (на р. Наэ, левом притоке Рейна). Охватывают период с 891 по 1200 г. (в первая редакция, вероятно, была составлена ок. 1147 г. и позднее продолжена). Среди источников анналов были сочинения Ламперта Херсфельдского и Видукинда Корвейского. Начиная с 1075 г. в анналах имеется блок подробных известий о Генрихе IV. Вероятно эти сведения заимствованы из особого труда, известного также Розенфельдскому анналисту и Альберту Штаденскому. Отличительной чертой сочинения является крайне негативное отношение к Генриху IV. Содержит сведения о русской жене императора - Адельгейде.

## Издания
- Annales sancti Disibodi / ed. G. Waitz // MGH SS. T. XVII. Hannover, 1861, p. 4-30[1].

## Переводы на русский язык
- Дисибоденбергские анналы / пер. М. Б. Свердлова // Латиноязычные источники по истории Древней Руси. Германия. Середина XII- середина XIII в. — М.: Институт истории АН СССР, 1990, с. 262-264.